# Polytroop

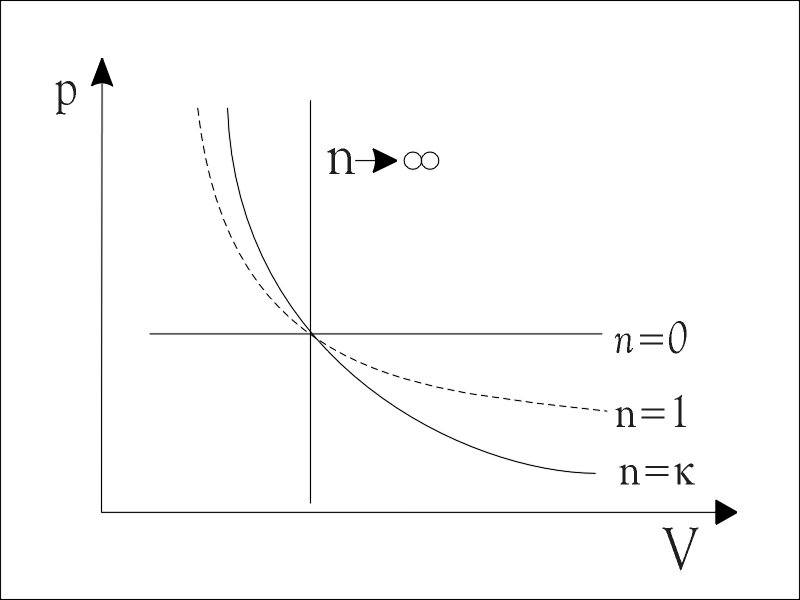
Soorten polytrope toestandsverandering: n = 0: isobaar, n = 1: isotherm, n = κ: isentroop, n = ∞: isochoor.

Een polytrope toestandsverandering van een gas is een toestandsverandering die ligt tussen de isentrope en de isotherme. Bij uitbreiding kan men elke toestandsverandering die kan beschreven worden met de vergelijking {\textstyle pV^{n}=C\,} (constante) als polytroop beschouwen.
- {\displaystyle p\,}: de druk
- {\displaystyle V\,}: het volume
- {\displaystyle n\,}: een exponent (de polytrope exponent), waarbij {\textstyle n=1\,} voor een isotherm en {\textstyle n=\kappa \,} (kappa) voor een isentroop ({\textstyle \kappa =c_{p}/c_{v}\,}).

- {\displaystyle c_{p}\,}: soortelijke warmte bij constante druk; {\displaystyle c_{v}\,}: soortelijke warmte bij constant volume

Omkeerbare toestandsveranderingen van willekeurige gasvormige stoffen in een gesloten systeem kunnen met een goede benadering worden voorgesteld door een polytrope toestandsverandering.

## Sterrenkunde
Door de polytrooprelatie te combineren met de wet van hydrostatisch evenwicht en een vergelijking voor het verloop van de massaverdeling, kunnen sterk vereenvoudigde stermodellen ontwikkeld worden. De combinatie van deze drie vergelijkingen leidt namelijk tot de Lane-Emdenvergelijking, die toelaat het verloop van druk en dichtheid doorheen de ster te benaderen. 